# Кукуй (Рязанская область)
Кукуй — деревня в Михайловском районе Рязанской области России.

## Этимология
Деревня прежде имела ещё два названия Савинка и Бекленевка по фамилии владельцев селения. Нынешнее же название местные жители объясняют так: деревня стоит в низине, прикрытая со всех сторон холмами. Можно подъехать совсем близко и не заметить её. Она как бы спряталась на дне большой чаши. В детской игре в прятки кричат «ку-ку», поди, мол, найди меня. Вот и стали звать деревню Ку-куем.

## История
Образовано в конце XVIII — нач. XIX вв. переселенцами из д. Дугинка 1-я.
До 1924 года деревня входила в состав Виленской волости Михайловского уезда Рязанской губернии.

## Население
| 1859 | 1906 | 1929 | 2007 | 2010 |
| ---- | ---- | ---- | ---- | ---- |
| 500  | ↗571 | ↗920 | ↘37  | ↘27  |